# Pengebegærlighed
Pengebegærlighed er en amerikansk stumfilm fra 1917 af Henry MacRae.

## Medvirkende
- Charles Hill Mailes som Whispering Smith
- Don Bailey som George Fuller
- Gayne Whitman som Tom Williams
- Mary MacLaren som Ethel Fuller
- Rex De Rosselli som Dr. Mercer